# Boldu
Boldu is een Roemeense gemeente in het district Buzău.
Boldu telt 2453 inwoners.